# أحمد بن محمد الباقاني النابلسي
أحمد بن محمد الباقاني النابلسي (1118-1195 هـ / 1706-1781 م) ولد في نابلس وتوفي فيها. نسب إلى باقة وهي بلدة قضاء نابلس. هو مفسر ومحدث أصولي ونحوي عارف بالأدب.

## دراسته
تعلم في دمشق، ثم عاد إلى نابلس واشتغل بالتدريس فيها إلى أن توفي فيها.